# Вінтон (Айова)
Вінтон (англ. Vinton) — місто (англ. city) в США, в окрузі Бентон штату Айова. Населення — 4938 осіб (2020).

## Географія
Вінтон розташований за координатами 42°9′50″ пн. ш. 92°1′34″ зх. д. / 42.16389° пн. ш. 92.02611° зх. д. (42.164025, -92.026196).  За даними Бюро перепису населення США в 2010 році місто мало площу 12,50 км², з яких 12,27 км² — суходіл та 0,23 км² — водойми.

### Клімат
| Клімат : Вінтон       | Клімат : Вінтон | Клімат : Вінтон | Клімат : Вінтон | Клімат : Вінтон | Клімат : Вінтон | Клімат : Вінтон | Клімат : Вінтон | Клімат : Вінтон | Клімат : Вінтон | Клімат : Вінтон | Клімат : Вінтон | Клімат : Вінтон | Клімат : Вінтон |
| Показник              | Січ.            | Лют.            | Бер.            | Квіт.           | Трав.           | Черв.           | Лип.            | Серп.           | Вер.            | Жовт.           | Лист.           | Груд.           | Рік             |
| Середній максимум, °C | −2,2            | 0,6             | 7,8             | 16,7            | 22,2            | 27,2            | 29,4            | 28,3            | 24,4            | 17,8            | 8,3             | 0,0             | 15,1            |
| Середній мінімум, °C  | −12,2           | −9,4            | −3,3            | 3,3             | 9,4             | 14,4            | 16,7            | 15,6            | 10,6            | 5,0             | −2,2            | −8,9            | 3,3             |
| Днів з опадами        | 5               | 5               | 7               | 9               | 10              | 9               | 8               | 8               | 7               | 6               | 5               | 6               | 85              |
| --------------------- | --------------- | --------------- | --------------- | --------------- | --------------- | --------------- | --------------- | --------------- | --------------- | --------------- | --------------- | --------------- | --------------- |
| Джерело: Weatherbase  |                 |                 |                 |                 |                 |                 |                 |                 |                 |                 |                 |                 |                 |

## Демографія
Згідно з переписом 2010 року, у місті мешкало 5257 осіб у 2187 домогосподарствах у складі 1397 родин. Густота населення становила 421 особа/км².  Було 2299 помешкань (184/км²).
Расовий склад населення:
| - 97,8 % — білих - 0,3 % — чорних або афроамериканців - 0,3 % — азіатів - 0,2 % — корінних американців |

До двох чи більше рас належало 1,2 %. Частка іспаномовних становила 1,0 % від усіх жителів.
За віковим діапазоном населення розподілялося таким чином: 24,7 % — особи молодші 18 років, 55,8 % — особи у віці 18—64 років, 19,5 % — особи у віці 65 років та старші. Медіана віку мешканця становила 40,3 року. На 100 осіб жіночої статі у місті припадало 89,7 чоловіків;  на 100 жінок у віці від 18 років та старших — 86,1 чоловіків також старших 18 років.
Середній дохід на одне домашнє господарство  становив 61 104 долари США (медіана — 48 930), а середній дохід на одну сім'ю — 76 268 доларів (медіана — 57 471). Медіана доходів становила 46 187 доларів для чоловіків та 25 074 долари для жінок. За межею бідності перебувало 12,4 % осіб, у тому числі 8,3 % дітей у віці до 18 років та 7,5 % осіб у віці 65 років та старших.
Цивільне працевлаштоване населення становило 2381 осіб. Основні галузі зайнятості: освіта, охорона здоров'я та соціальна допомога — 22,2 %, роздрібна торгівля — 15,0 %, фінанси, страхування та нерухомість — 10,1 %, науковці, спеціалісти, менеджери — 9,5 %.